# Domingo Sosa
Domingo Sosa (Buenos Aires, 1788 - 2 de mayo de 1866) fue un militar argentino negro que llegó a ser Coronel de ejército, y que participó en las guerras de independencia y en las guerras civiles argentinas.
Su acta de fallecimiento se registra el día 3 de mayo de 1866, en la Parroquia Nuestra Señora de Montserrat, producida a los 82 años de edad, en el domicilio de la calle Moreno 359 de la Ciudad de Buenos Aires, de estado civil viudo.

## Biografía
Nació esclavo, hijo natural de una mujer llamada Ana Abelarda. No tenía ninguna educación, aunque tardíamente lograría aprender a leer y escribir.
Fue enrolado en el Regimiento de Castas de la ciudad en 1808. Desde 1811 formó en los dos sitios de Montevideo, hasta su finalización en 1814, combatiendo en la batalla de Cerrito, en que la parte más dura de la lucha la llevaron los "morenos" del regimiento del coronel Miguel Estanislao Soler. Por méritos de guerra fue ascendido al grado de teniente. En abril de 1813 participó de una campaña a órdenes de Domingo French, para asegurar la frontera del río Yaguarón ante las incursiones de fuerzas portuguesas ingresadas desde el Brasil.
A principios de 1815 fue enviado al Ejército del Norte, con el cual participó en la batalla de Sipe Sipe. Fue enviado de regreso a Buenos Aires, donde se lo nombró instructor de soldados negros.
En 1817 solicitó el retiro con el grado de capitán, pero en lugar de serle acordado, se lo nombró jefe de la custodia de la prisión – en realidad, un campo de concentración – de Las Bruscas, cerca de la actual Dolores; de todos modos fue ascendido a capitán.
Participó activamente en los desórdenes de la Anarquía del Año XX, a órdenes de Soler, Pagola y Dorrego.
En 1822 fue pasado a retiro por la reforma militar de Rivadavia, que lo perjudicó mucho. Fue peón y capataz en diversos oficios.
Regresó al servicio en 1828, y a fines de ese año formó en las fuerzas de Dorrego, aunque no se sabe que haya peleado en la batalla de Navarro. Al año siguiente formó en el ejército de Juan Manuel de Rosas, a cuyas órdenes combatió como jefe de un batallón de infantería en la batalla de Puente de Márquez; su jefe inmediato era el coronel Mariano Benito Rolón. En 1831 formó en el ejército que hizo la campaña contra la Liga del Interior, a órdenes de Juan Ramón Balcarce.
En 1833 defendió al gobernador Balcarce contra la Revolución de los Restauradores, por lo que fue pasado a retiro a fines de ese año, y dado de baja en 1835. Durante los años siguientes ejerció varios oficios, y prestó servicios varias veces como oficial de policía de la ciudad.
Fue reincorporado al ejército en 1845 por el Brigadier General Don Juan Manuel de Rosas y puesto al mando de un batallón de negros de la ciudad y sus alrededores (Batallón Provincial). Fue ascendido al grado de coronel, con el que participó en la batalla de Caseros, en que fue seriamente herido. Salvó su vida de casualidad, porque los médicos del ejército vencedor – casi todos los del ejército de Rosas fueron asesinados – solo atendían a los heridos de color después que a los blancos.
Tras servir en la escolta del gobernador Vicente López y Planes, apoyó la revolución del 11 de septiembre de 1852 y fue elegido diputado provincial en octubre. Sirvió muy destacadamente en la defensa contra el sitio de Buenos Aires por las tropas federales de Hilario Lagos y fue ascendido al grado de coronel el 1 de marzo de 1853.
Fue convencional constituyente provincial en 1854, el cargo político más importante al que haya accedido un hombre negro en la Argentina. También volvió a ser electo diputado provincial en 1856. Además fue, junto con Lorenzo Barcala y José María Morales uno de los pocos coroneles negros de la historia de ese país.
Durante el resto de su vida fue comandante de un regimiento de milicias de hombres negros, pero no combatió en las batallas de Cepeda y Pavón, formando parte de la defensa de la ciudad de Buenos Aires.
Se había casado en primeras nupcias con Pascuala de la Roza Contreras, fallecida en 1851, y en segundas nupcias con una mujer mayor que él, Petrona Mauriño (hermana del Sargento Mayor Feliciano Mauriño y tía bisabuela del brigadier general Carlos Mauriño), de la que también enviudó en 1859.
Falleció en Buenos Aires en mayo de 1866, a los 82 años, según consta en el acta.